# Stiftskirche St. Materniani et St. Nicolai

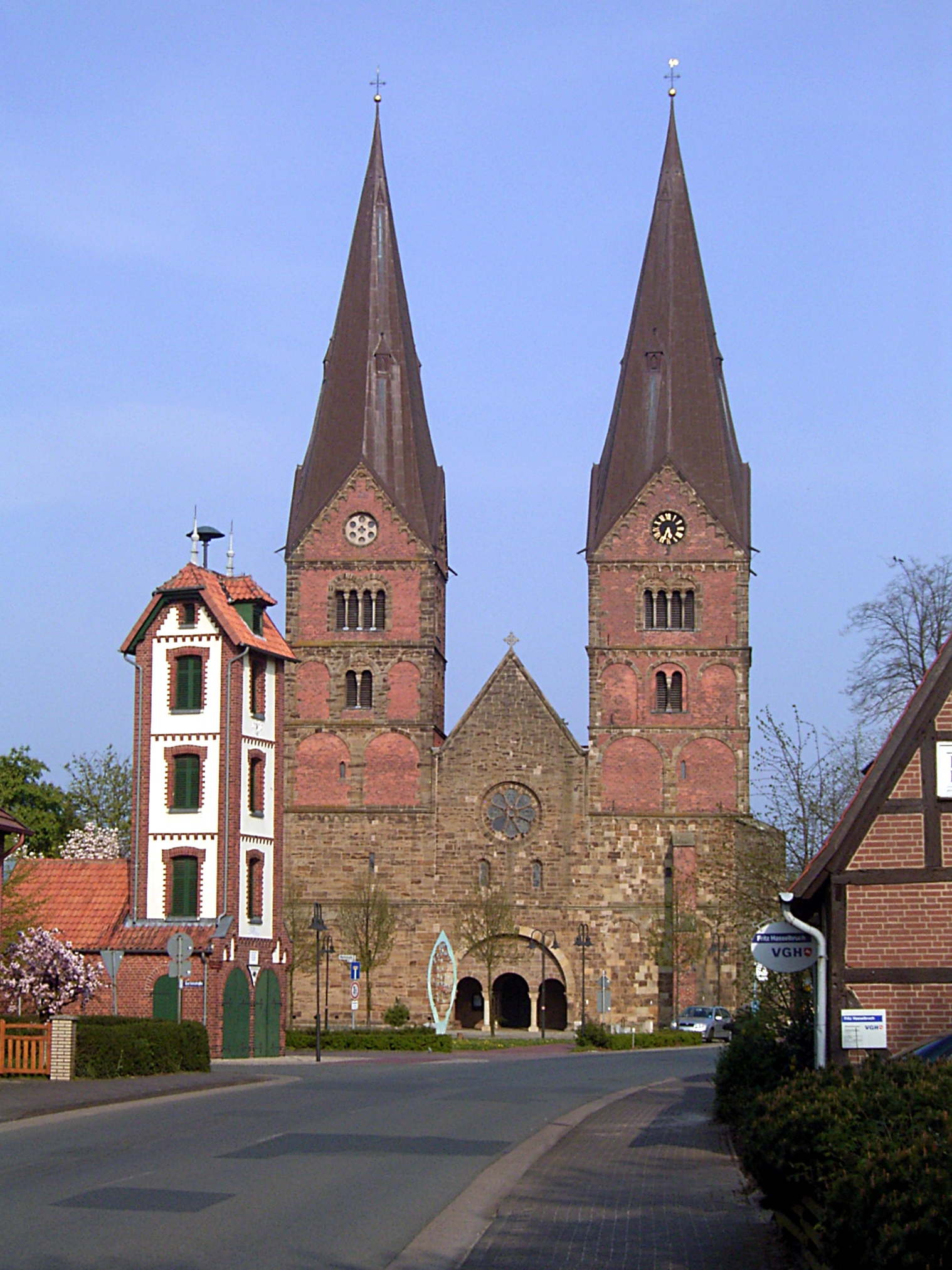
Stiftskirche Bücken, stark erneuerte Westfassade

Die evangelisch-lutherische ehemalige Stiftskirche St. Materniani et St. Nicolai in Bücken, im Volksmund auch „Bücker Dom“, ist eine romanische Basilika mit Doppeltürmen aus dem 12. Jahrhundert.

## Baugeschichte

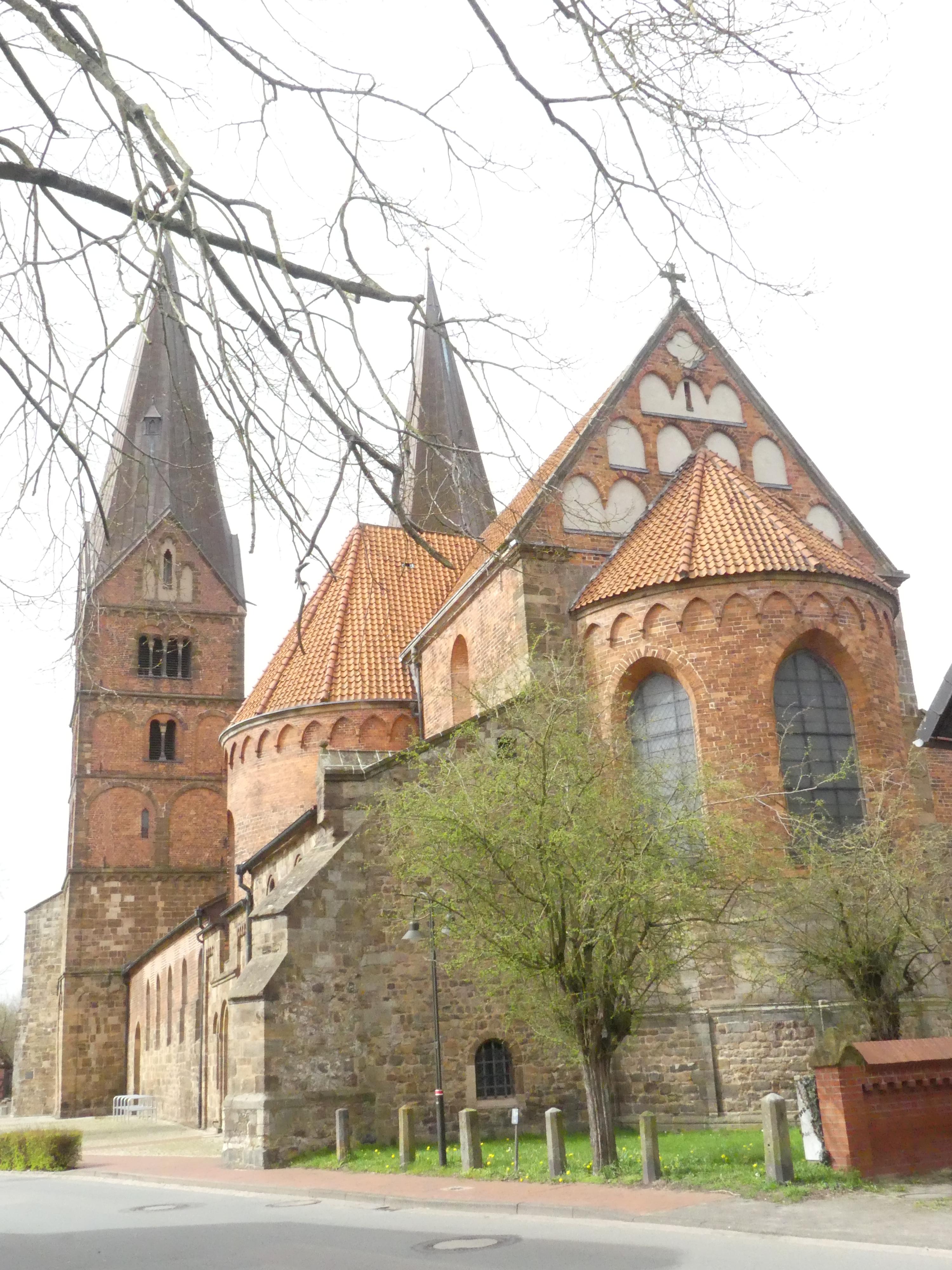
Zweierlei Backsteinstile: Türme romanisch, Apsis-Oberteil u. Ostgiebel gotisch

Über die älteste, im Zusammenhang mit der Gründung des Stifts im 9. Jahrhundert vorauszusetzende, vermutlich aus Holz gebaute Kirche wissen wir nichts sicheres. Die heute bestehende Stiftskirche entstand in mehreren Bauperioden.
Im 11. Jahrhundert errichtete man eine gewölbelose Pfeilerbasilika. Im 12. Jahrhundert wurde sie auf die heutige Höhe gebracht, im 13. Jahrhundert eingewölbt. Die Außenwände lassen eine Abfolge verschiedener Mauerwerke und Veränderungen erkennen, mit Unterschieden zwischen den Gebäudeteilen.
In die zweite Hälfte des 12. Jahrhunderts werden das westliche Südportal (Hl. Petrus und Agnus Dei) und die beiden figürlichen Konsolen (die nördliche evtl. eine Selbstdarstellung des Baumeisters) unter der Orgelempore eingeschätzt.
Die vielleicht erste der zum Teil in Backstein ausgeführten nächsten beiden Bauphasen wurde finanziell durch einen Ablass von 1248 zugunsten der baufällig gewordenen Kirche erleichtert. Es folgten weitere Ablässe 1254 und 1256.

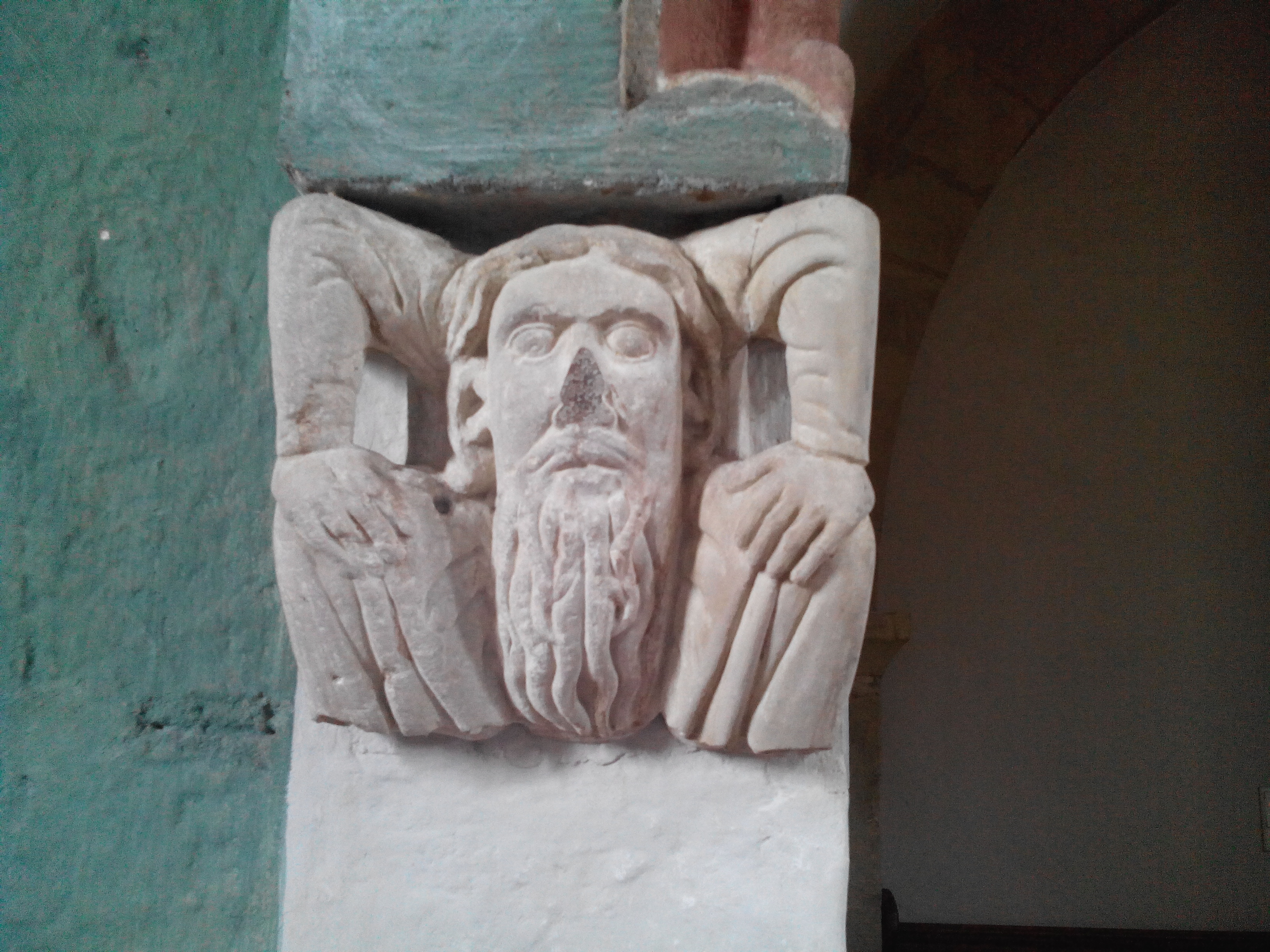
Konsolenfiguren …

Eingewölbt wurde die Kirche nach dem gebundenen System, also mit zwei Paar Seitschschiffsjochen pro Mittelschiffsjoch. Dafür wurden die Obergadenfenster neu platziert, zu erkennen an dem Nebeneinander vermauerter und heutiger Rundbogenfenster, beide Serien mit runden Sandsteinbögen. Die Gewölbe sind spitzbogige Kreuzrippengewölbe. Sowohl das gebundene System als auch die Verbindung spitzbogiger Gewölbe mit rundbogigen Fenstern sind typisch für die erste Hälfte des 13. Jahrhunderts, beispielsweise die Johanneskirche in Billerbeck im Münsterland, inschriftlich auf 1234 datiert. Im zweiten Viertel des Jahrhunderts verwendete man auch schon Birnstabrippen.  Ein altertümlicher Zug der Bückener Gewölbe sind die bandförmigen Gurtbögen; in den Langhäusern der Magdeburger Liebfrauenkirche (Mittelschiffsgewölbe 1221/1222 (d)) und des Bremer Doms sind die Gurtbögen schon so elegant profiliert wie die Gewölberippen.

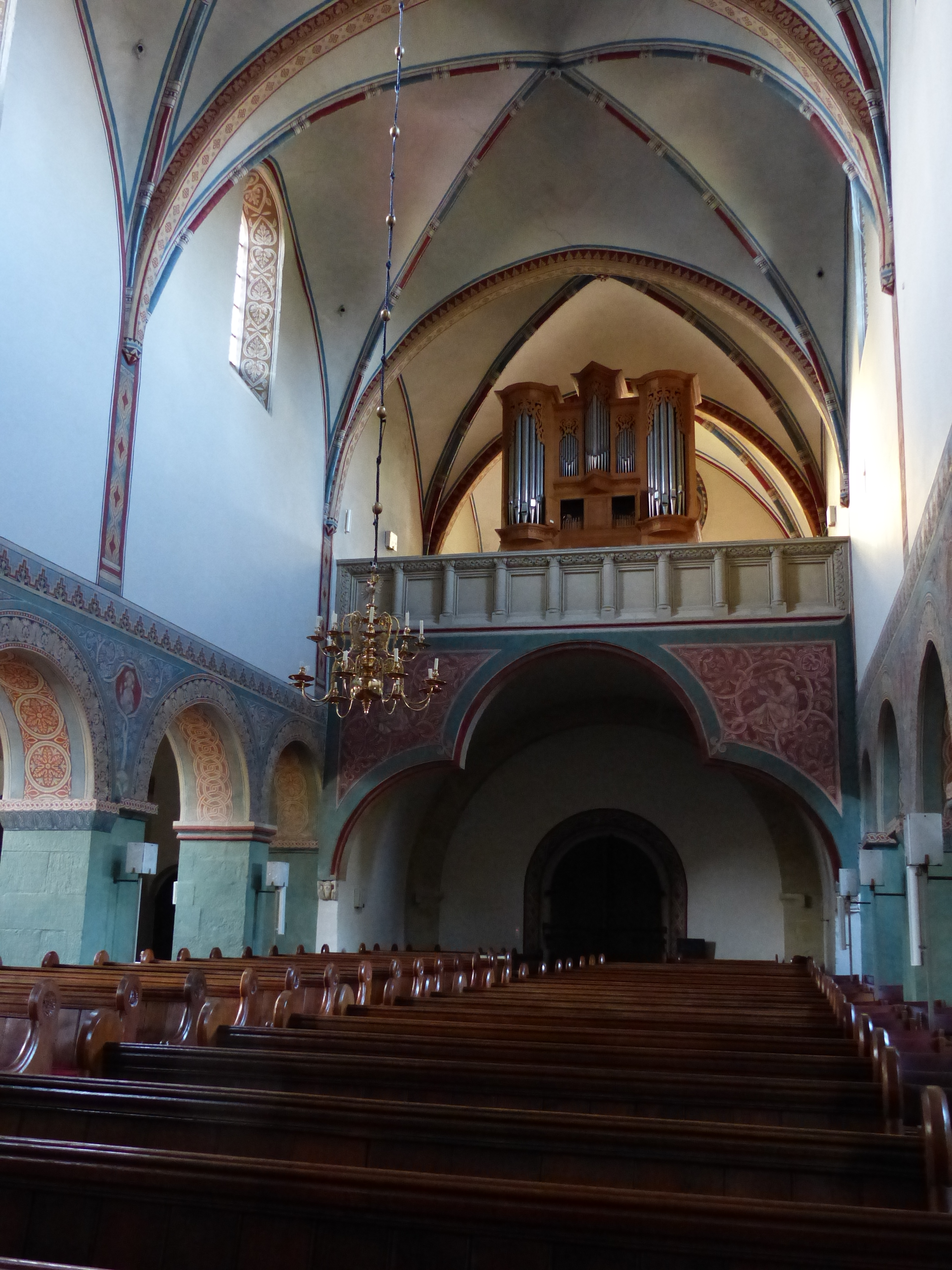
Als Patronatsloge für den Erzbischof von Bremen errichtete Empore; ganz links Pfeiler mit Baunaht; Gewölbe schon mit Birnstab-Rippen

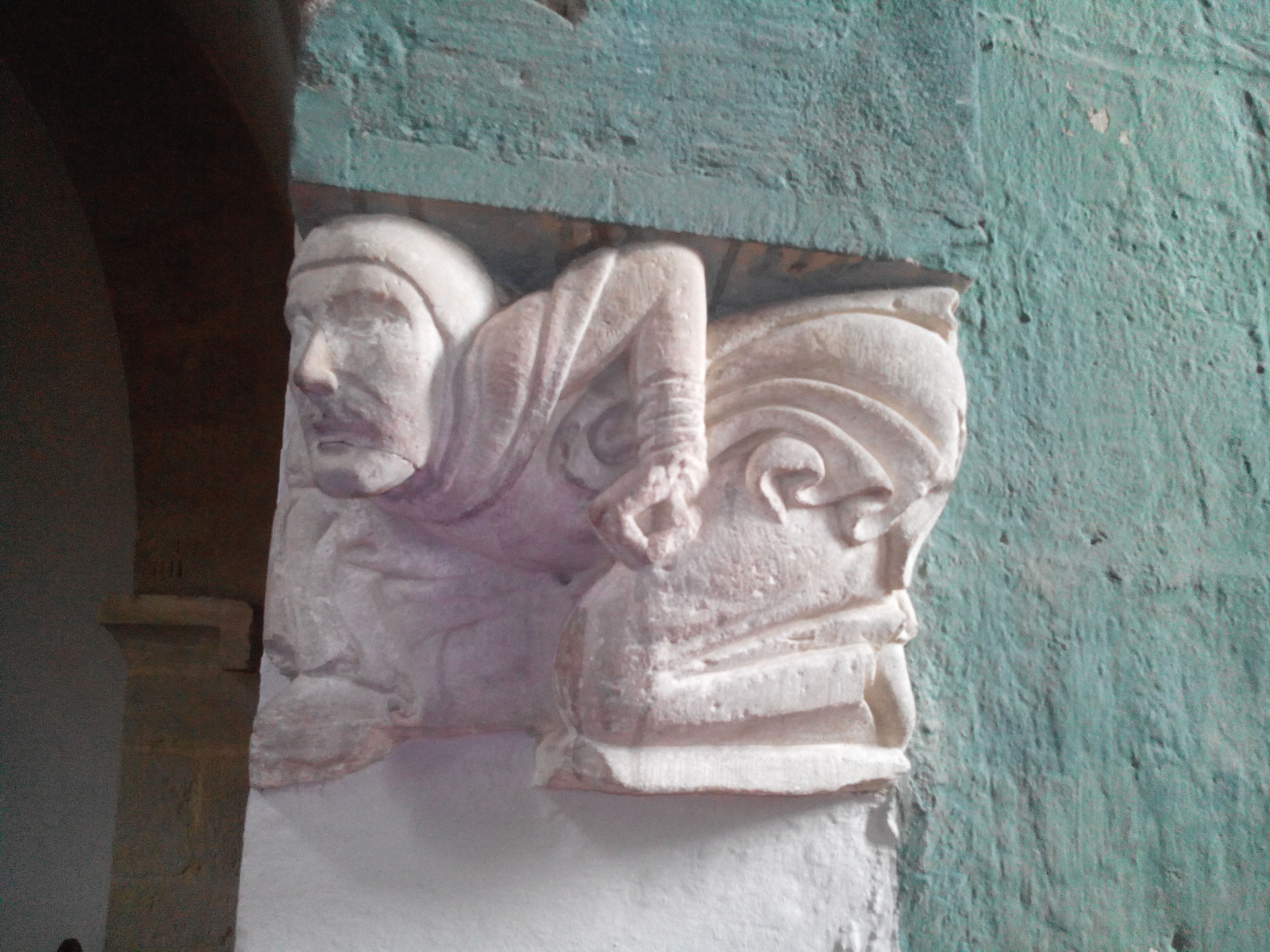
… am Kleeblattbogen

Vielleicht erst nach etwa 1350 erfolgte der Einbau einer steinernen Westempore zwischen den Türmen, gestützt von einem riesenhaften Kleeblattbogen.
Im 17. oder 18. Jahrhundert bekamen als kostensparende Sanierungsmaßnahme Mittelschiff und Seitenschiffe ein gemeinsames Dach, wurde so aus der Basilika eine Pseudobasilika. Um in dieser Situation dem Mittelschiff mehr Licht zu verschaffen, wurden die Fenster der Seitenschiffe rechteckig vergrößert und im Inneren Teile der Hochschiffswände entfernt.
1802 wurde der Nordturm bis auf die beiden unteren Geschosse abgerissen.
Diese vereinfachenden Umbauten wurden rückgängig gemacht, als 1863 bis 1868 der aus Bücken gebürtige Architekt Adelbert Hotzen eine umfassende historistische Restaurierung (Südturm, Obergeschosse des Nordturms, Westvorhalle und -giebel) durchführte, bei der er sich so gut wie möglich an den erhaltenen Resten orientierte und bei der die Stiftskirche weitgehend ihre heutige Gestalt erhielt. Die dabei wieder vermauerten Flächen unterscheiden sich durch kleineres Backsteinformat und neuzeitlichen Kreuzverband von benachbartem mittelalterlichen Backstein. Anscheinend stammen auch alle Sandsteinlaibungen heute offener Langhausfenster aus dieser Restaurierung.
In der Westfassade wurde am Südturm das Backsteinmaterial ausgetauscht, während an seinen übrigen Seiten der mittelalterliche Backstein erhalten blieb. Auch die Ausstattung wurde in diesen Jahren restauriert und das Innere neu ausgemalt.
Weitere Außen- und Innensanierungen erfolgten 1963–1971. Die Glasfenster des 13. Jahrhunderts wurden 1975 konserviert, 1976 die Orgel erneuert, 1981–1982 und 1991 der Südturm saniert.

## Architektur

### Apsis

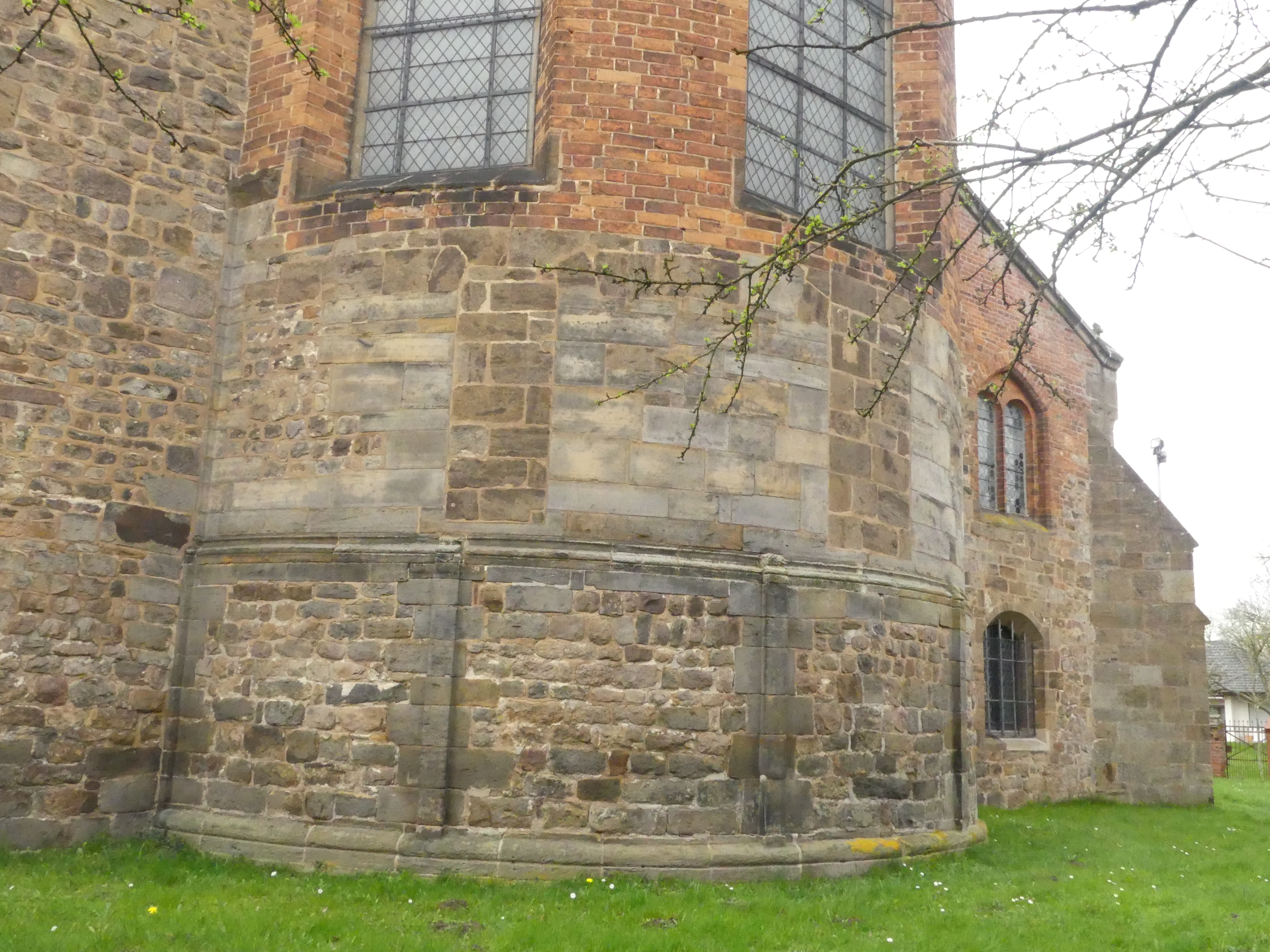
Romanische Zonen der Apsis

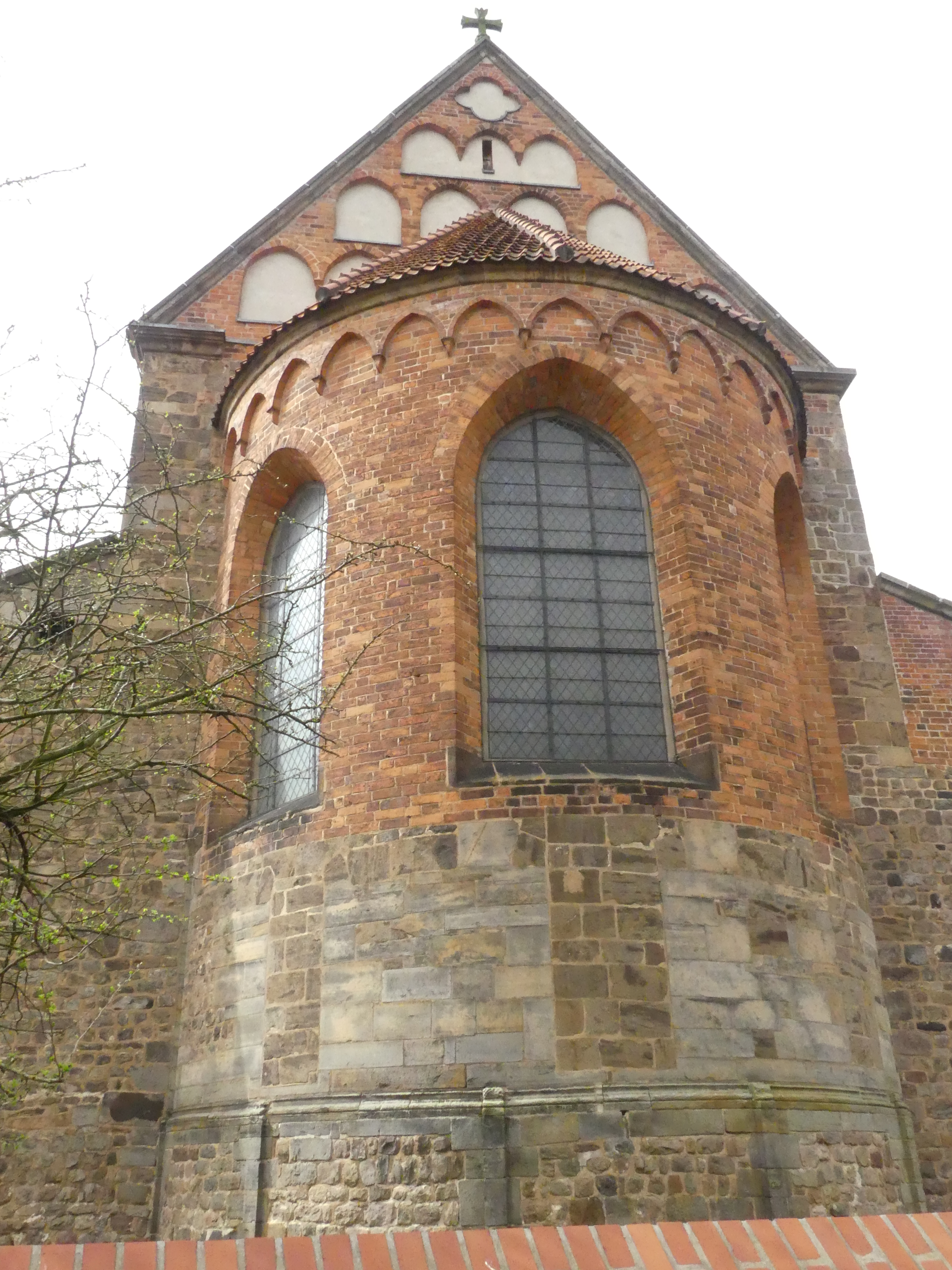
Apsis und Chorgiebel

Die Apsis im Osten besteht aus zwei Zonen in Naturstein, darüber einer aus Backstein ohne jeden Naturstein. Die beiden Natursteinzonen scheinen auf einander abgestimmt: Die untere Zone ist durch Lisenen gegliedert (die sich am Langhaus nirgends finden) und nach oben durch ein Gesims begrenzt (was es am Langhaus ebenfalls nicht gibt). Der Sockel, optisch ein Wulst auf einer Quaderlage, besteht aus sorgfältig zurechtgehauenen Sandsteinblöcken. Ebenfalls aus sorgfältig gearbeiteten Sandsteinblöcken bestehen die Lisenen und ihre nähere Umgebung sowie die oberste Steinlage unter dem selbstverständlich ebenfalls sorgfältig gemeißelten Sims. Die Flächen dazwischen zeigen lagenhaftes Mauerwerk aus weniger sorgfältig gearbeiteten Quadern und aus Feldstein.

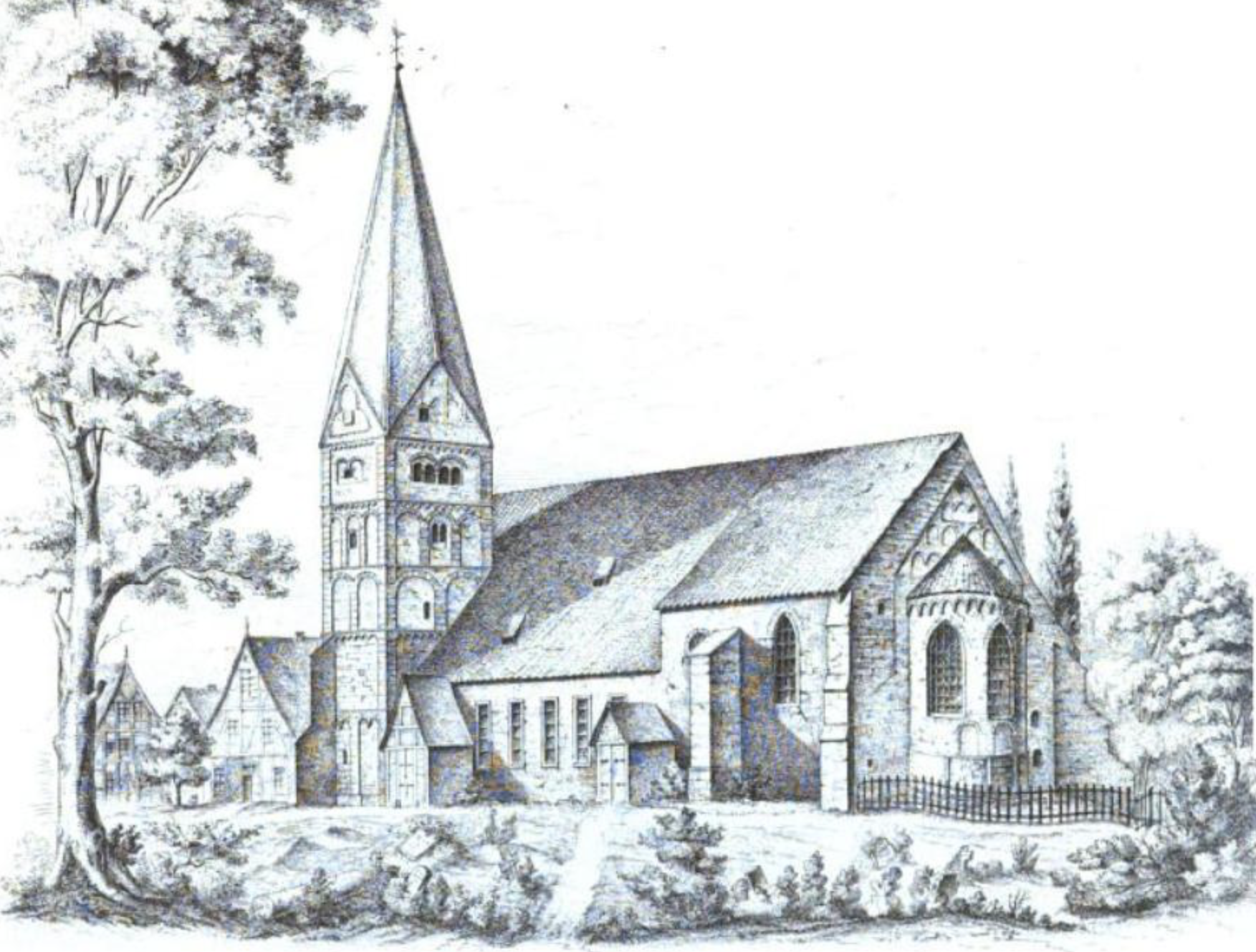
1861: Chor gotisch erweitert, Obergaden unter Dach

Die Zone über dem Sims ist außer zwei kleinen seitlich gelegenen Flächen ganz aus sorgfältig gearbeitete Steinquadern gemauert. Sie zeigt Spuren dreier schmaler Fensteröffnungen, die südliche mit Resten des abschließenden Rundbogens. Die „schlechte“ Abstimmung zwischen der Gliederung der unteren Zone und der Fensterzone ist für zweizonige Fassaden des 12. und frühen 13. Jahrhunderts in Nordwestdeutschland geradezu typisch.
In der Backsteinzone zeigen die hohen Fenster, der Traufenfries gotische Spitzbögen, ebenso wie die verputzten Blenden des Ostgiebels oberhalb der Apsis.

### Chor und Konchen

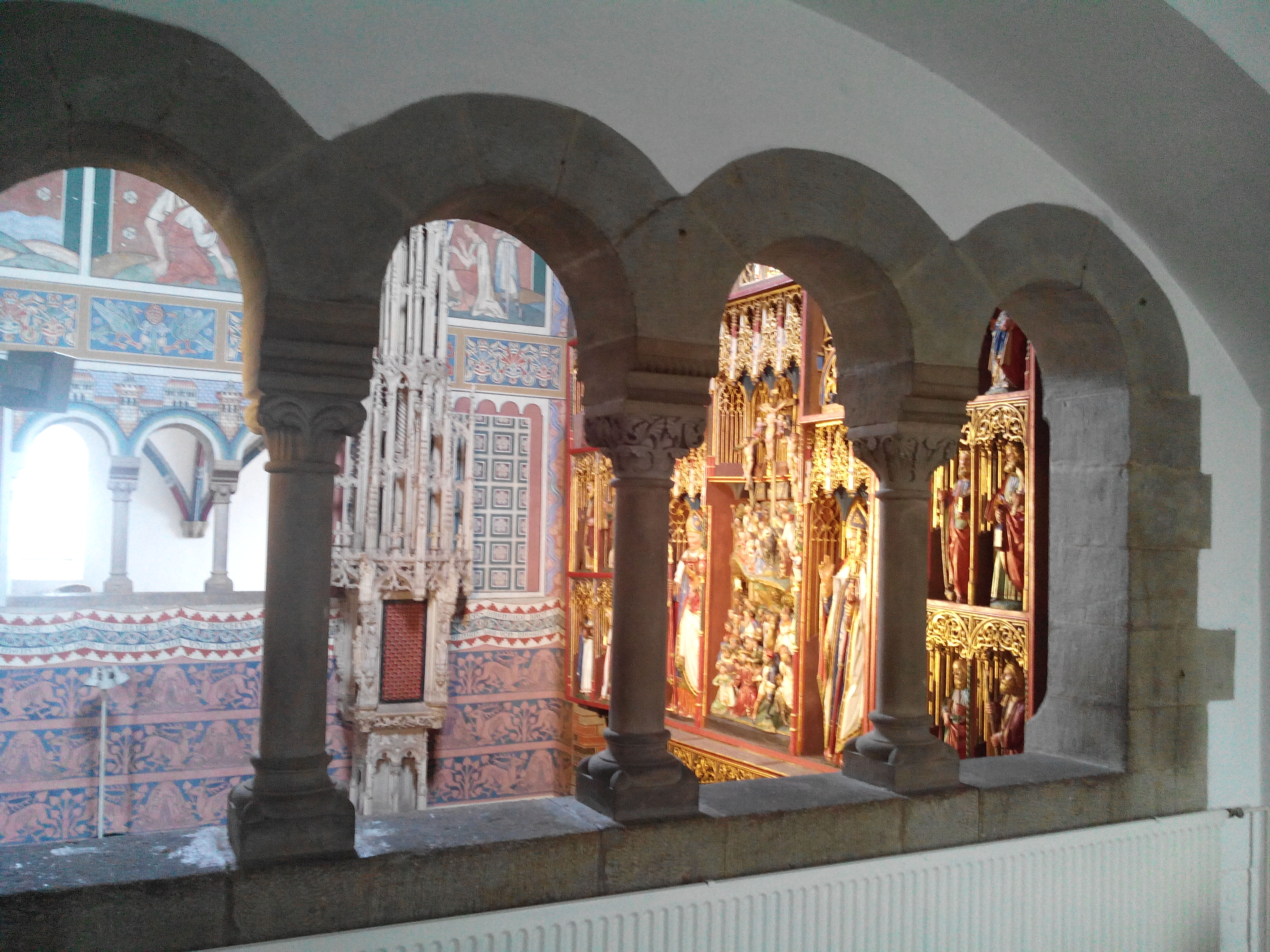
Blick aus der neuromanischen Südempore

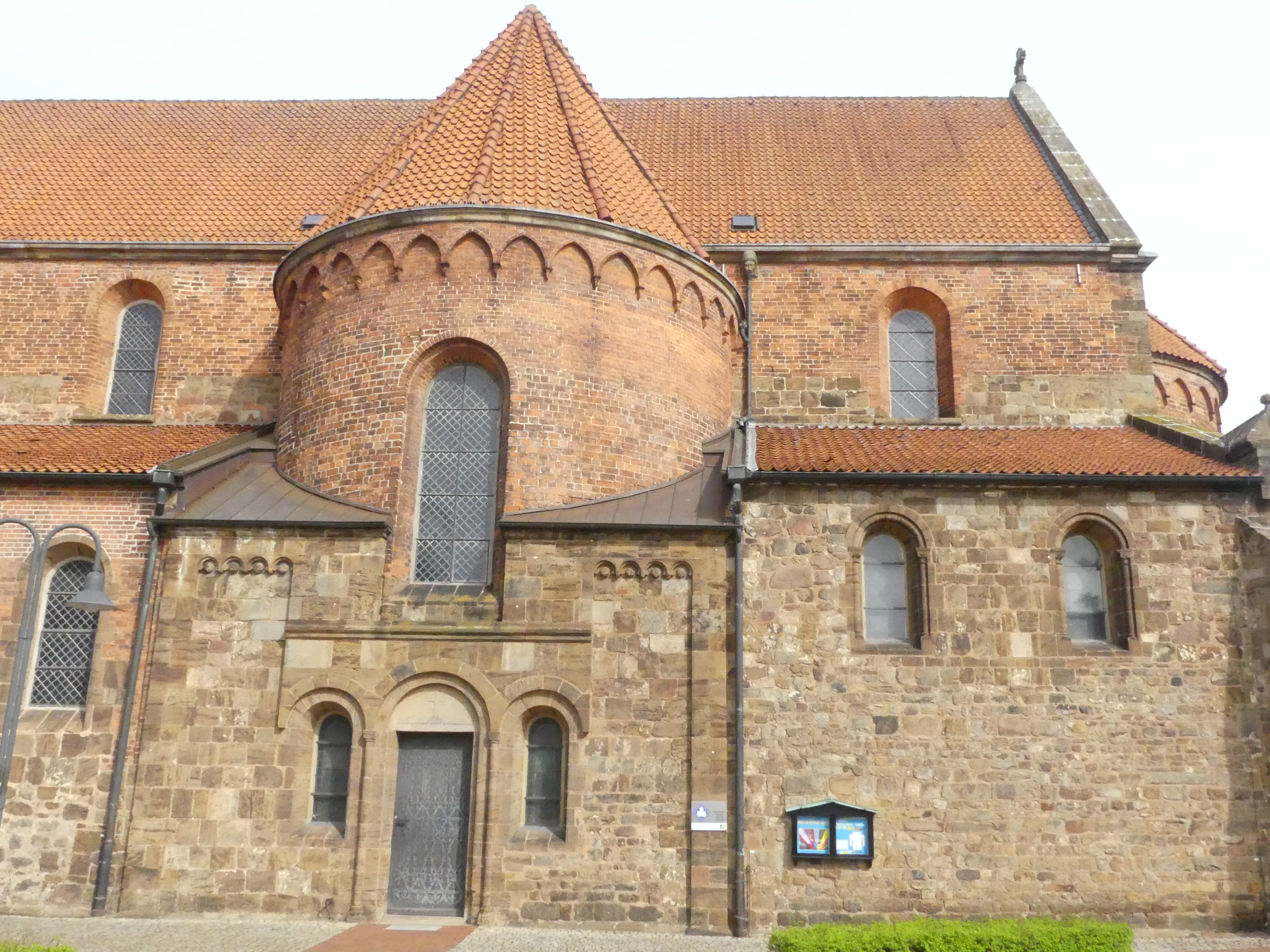
Südkonche, Konchenportal, Chor: Purismus und Neoromanik

Von den seitenschiffshohen Anbauten beidseits des Chors besteht der südliche aus einer unteren Zone aus kleinen grob behauenen Steinen und einer oberen aus großen etwas besser gearbeiteten Quadern. In der oberen Zone liegen zwei mit Rundstäben geschmückte Rundbogenfenster.
Der entsprechende Anbau auf der Nordseite und der anschließende geradlinige Unterbau der Nordkonche zeigen einen Flickenteppich aus Materialien unterschiedlicher Qualität und teils fein, teils grob gearbeiteten Wandöffnungen.
Die beide seitlichen Anbauten des Chorquadrats sind puristischer neuromanischer Ersatz für gotische Seitenbereiche. Sie beherbergen als Obergeschoss je eine Empore oder Loge mit gedrücktem Tonnengewölbe, die mit einer kleinen vierbogigen Arkade Sicht auf den Altar hat. Beide Untergeschosse sind fensterlos und daher schlecht als Sakristei geeignet. Bis 1861 hatte der Chorgiebel sowohl seitlich als auch in der Höhe über den frühgotischen Blendengiebel hinaus gereicht.
Der Unterbau der Südkonche ist ebenfalls neuromanisch; nach Hotzens Beschreibung lag das originale Portal nicht mittig unter der Konche. Die Konchen selber, ganz aus Backstein, sind heute in der unteren Hälfte mittelalterlich, in der oberen Rekonstruktionen.

### Langhaus

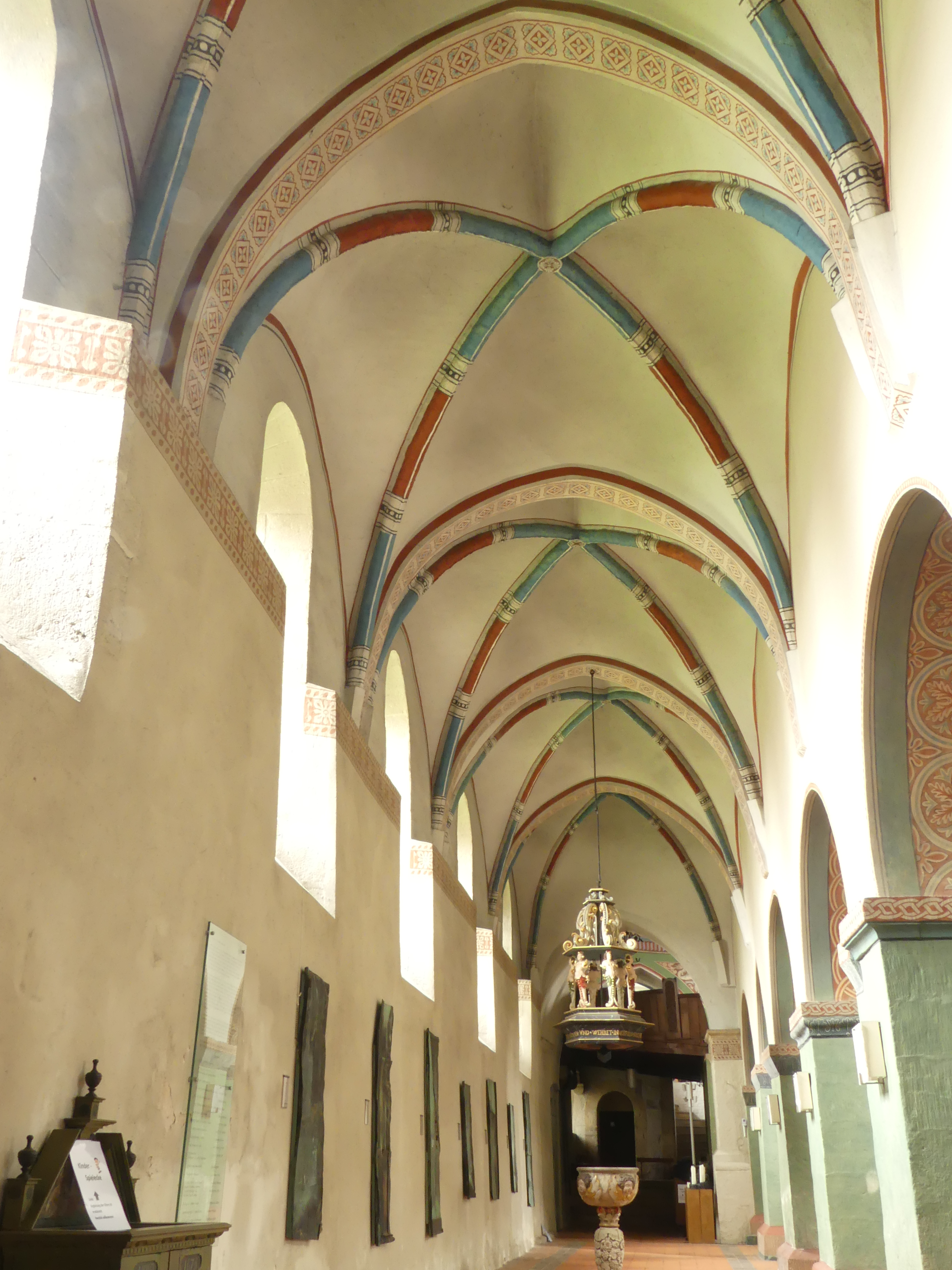
Nordseitenschiff nach Osten, links Rücksprung an ursprünglicher Mauerkrone

Das Langhaus zeigt Spuren mehrerer Bau- und Umbauphasen, die teilweise an Süd- und Nordseite übereinstimmen, teilweise aber voneinander abweichen. Dabei ist zu berücksichtigen, dass im Mittelalter nördlich an die Kirche die Konventsgebäude anschlossen.
Auf der Südseite liegt unterhalb des östlichsten Seitenschiffsfensters ein etwa zwei Meter breites bis an die flache Sockellage herunter reichendes Feld besonders unregelmäßigen Mauerwerks, beidseits begrenzt durch Wandflächen aus großen aber nicht ganz rechtwinkligen Quadern; hier kann sich einmal ein Portal befunden haben. Links neben dem nächsten Fenster zeichnet sich das linke Drittel eines Bogenfensters ab, in seiner geringen Höhenlage ebenso einer verglichen mit heute wesentlich niedrigeren Kirche entsprechend, wie die Fensterspuren in der Steinzone der Apsis. Innen markiert in den Außenwänden beider Seitenschiffe ein Rücksprung in der Mitte der heutigen Fensterausdehnung die Mauerhöhe des 11./12. Jahrhunderts. Von unterhalb der linken Kante des heutigen zweitöstlichen Fensters bis zur linken Kante des mittleren Fensters erstreckt sich eine Fläche lagenhaften Feldsteinmauerwerks, westlich davon folgt Mauerwerk aus Sandsteinquadern.
Zwischen dem westlichsten Seitenschiffsfenster und dem westlichen Südportal ist der rechte Rand eines weiteren tiefer gelegenen Fensters zu erkennen. Es musste offensichtlich schon der Anlage dieses Südportals weichen.

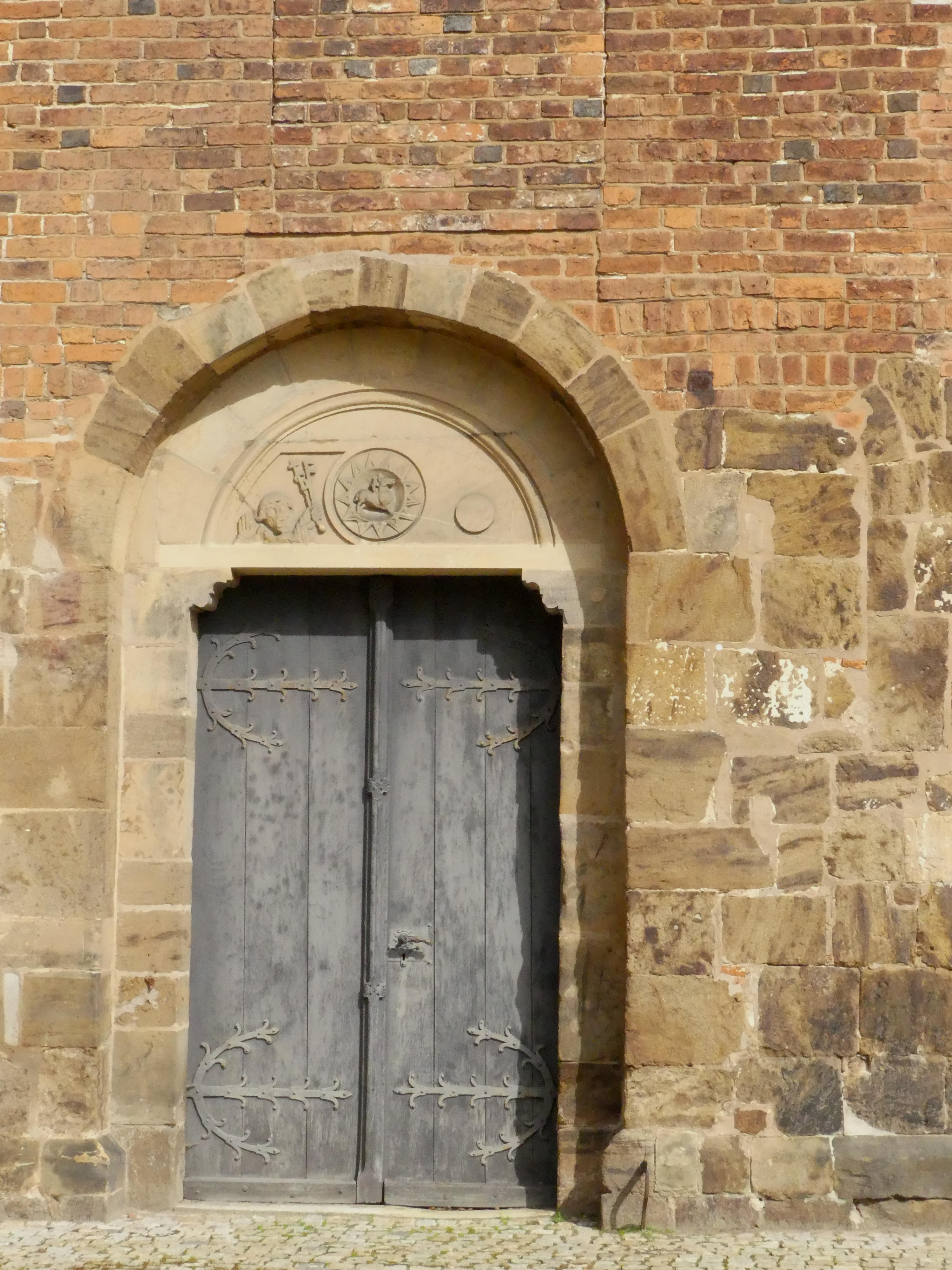
Westliches Südportal, daneben rechter Rand eines ehem. Fensters

Zwischen den beiden westlichen Fenstern liegt eine Baunaht, beinahe Baufuge, an der die Höhen der Quaderlagen wechseln und westlich von der der Sockel aus zwei Steinlagen besteht, deutlich höher als die flache Sockellage östlich. Innen ändert sich an dieser Stelle in beiden Arkaden innerhalb des zweiten Arkadenpfeilers (von Westen gezählt) die Kämpferhöhe, was nahelegt, dass das Langhaus zunächst an dieser Stelle endete.
Die nördliche Seitenschiffswand besteht westlich dieser Stelle großenteils aus verschiedenen Flächen neuzeitlichen Backsteins. An der Stelle selber liegt ein breiter vermauerter Durchgang mit mittelalterlichem Backsteinbogen, in den das Sandsteinmauerwerks um das (hier also jüngere) mittlere Fenster hineinragt. Oberhalb des Bogens gibt es ein Feld mittelalterlicher Backsteinmauer.
relativ alt sind wohl die vier östlichen Langhausjoche auf der Südseite.
In beiden Obergaden des Langhauses gibt es zwei Serien von Rundbogenfenstern gleicher Höhe. Von allen bis auf das östlichste sind die Sandsteinlaibungen erhalten. Zunächst gab es hier jeweils vier Fenster. Für die Einwölbung wurden die drei westlichen Fenster vermauert und durch nur zwei neue in den Mitten der Gewölbejoche ersetzt. Das östliche Fenster blieb in alter Position, erhielt aber eine Laibung aus Backstein – die auf der Südseite im Material mittelalterlich erhalten sein kann.

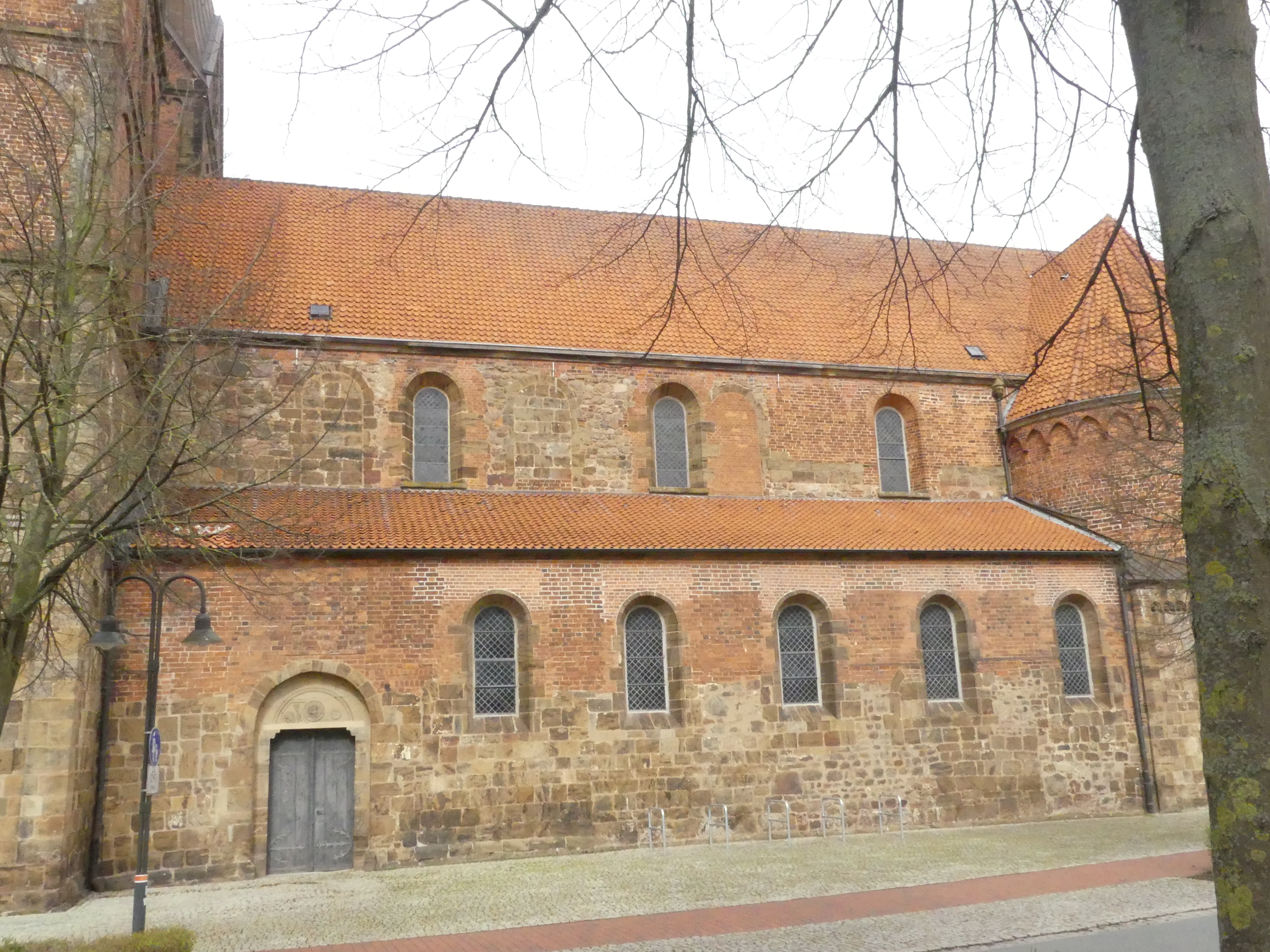
Langhauses von Süden, Sockeländerung zwischen 2. und 3. Fenster
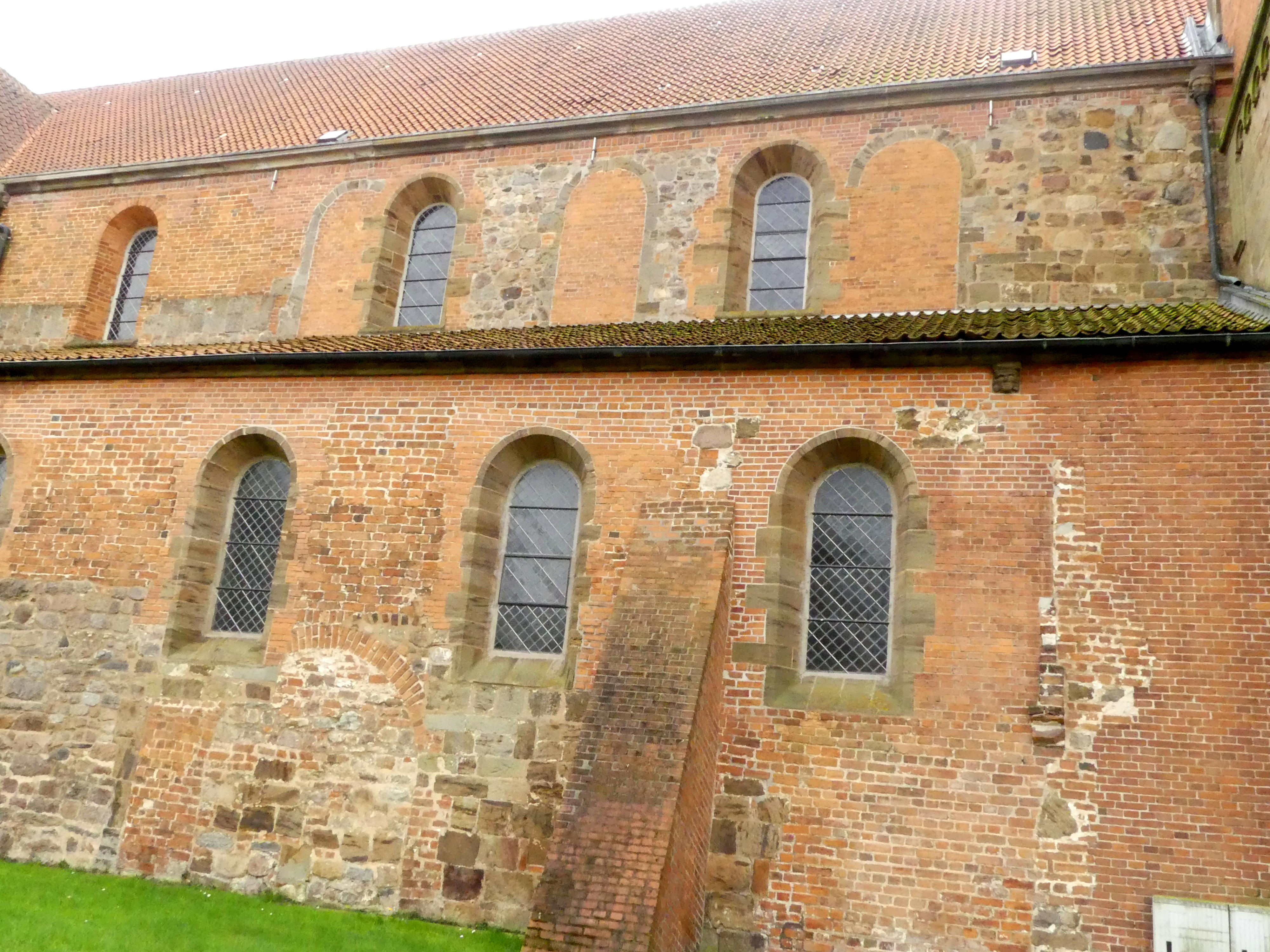
Nordseite des Langhauses
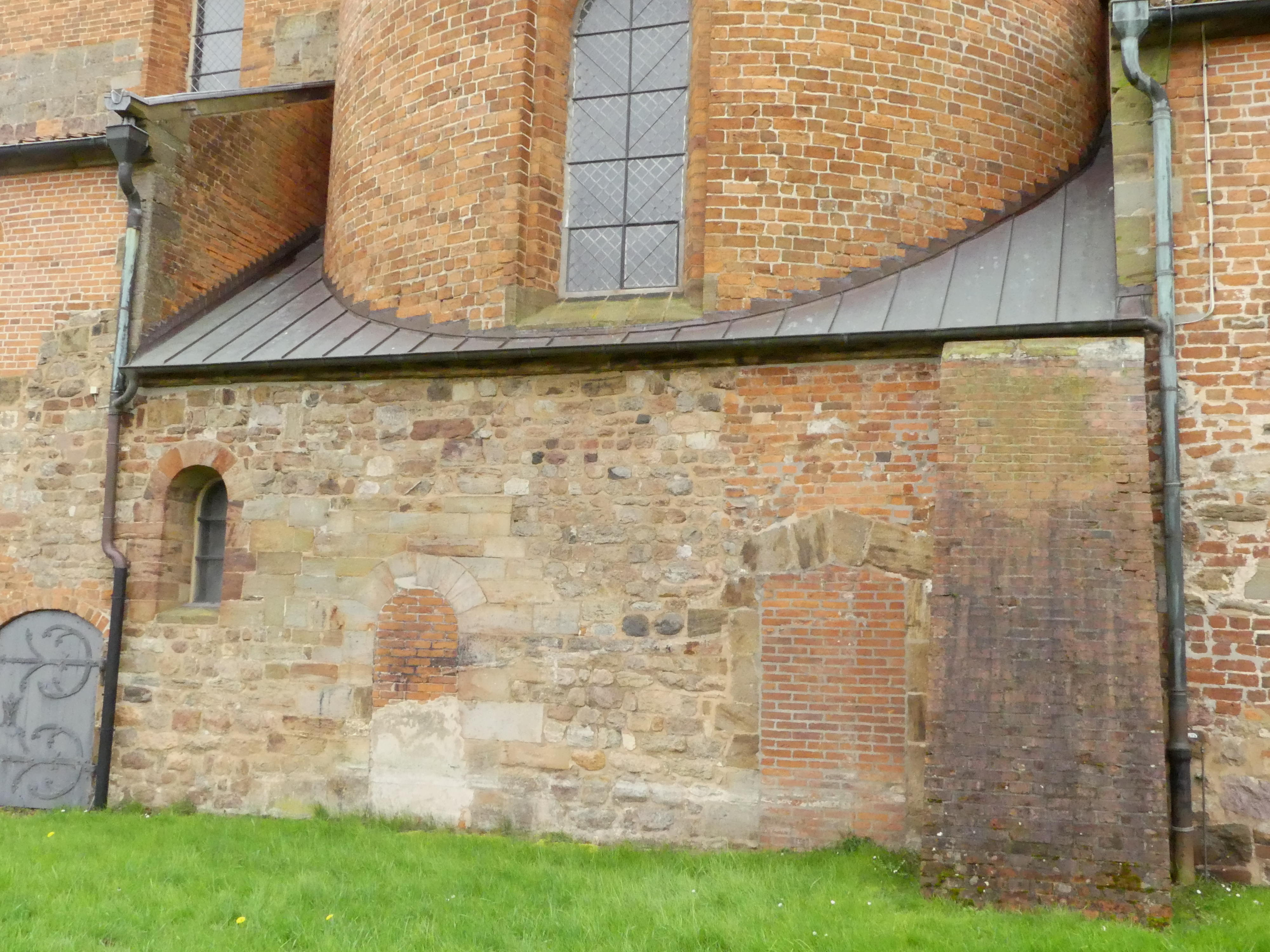
Reste alter Eingänge unter der Nordkonche

### Türme

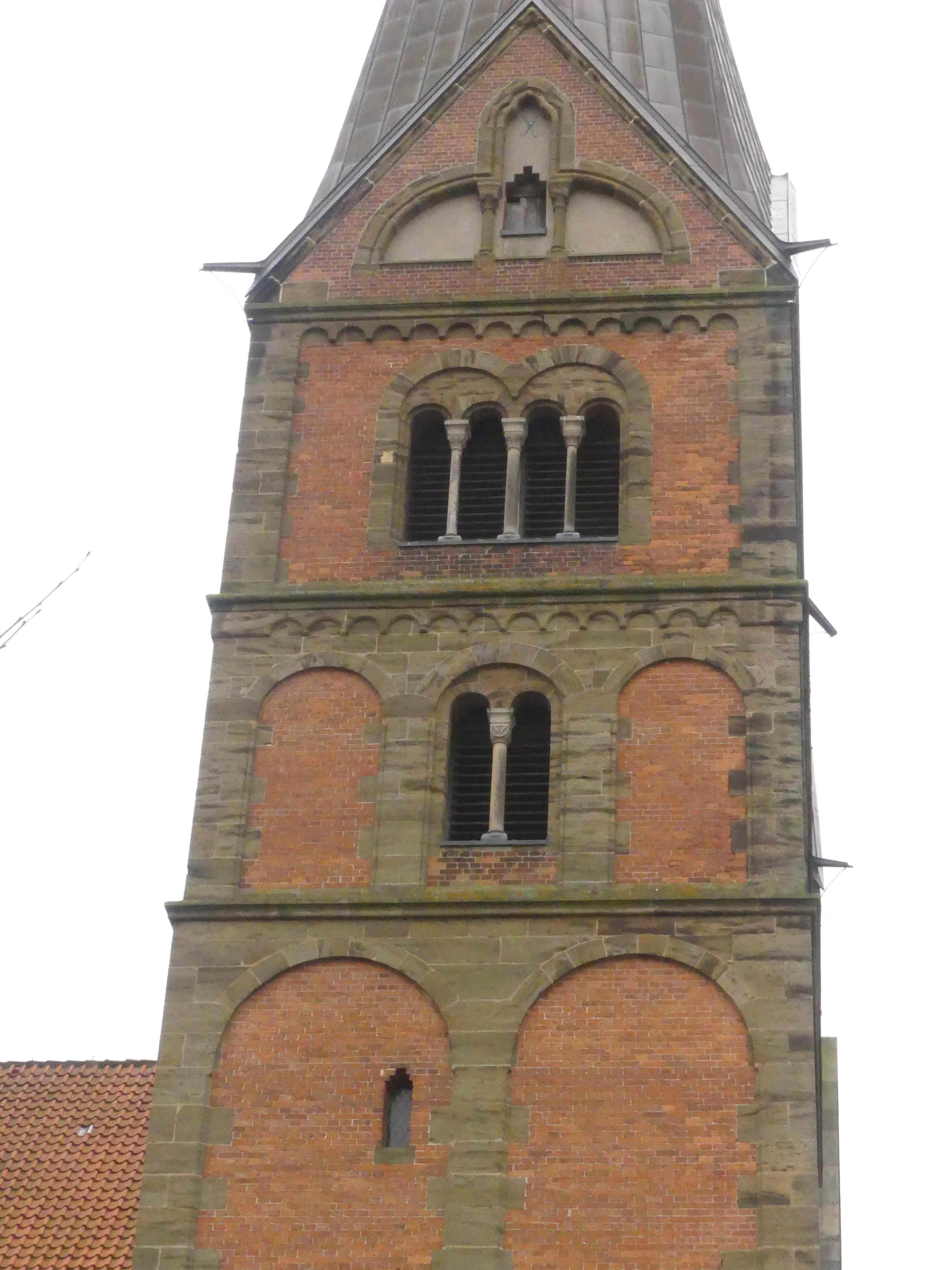
Nordturm von Norden

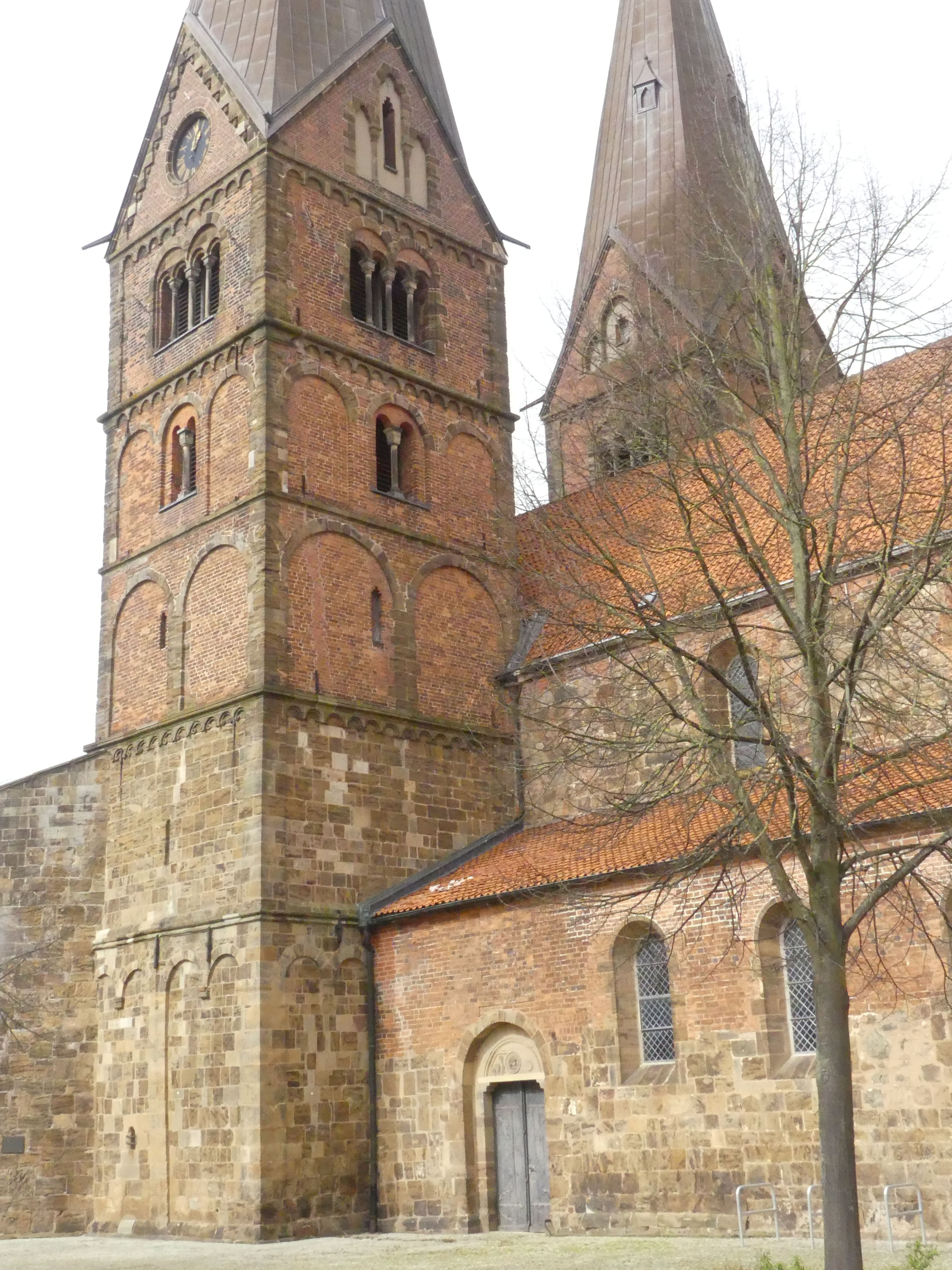
Türme von Südosten

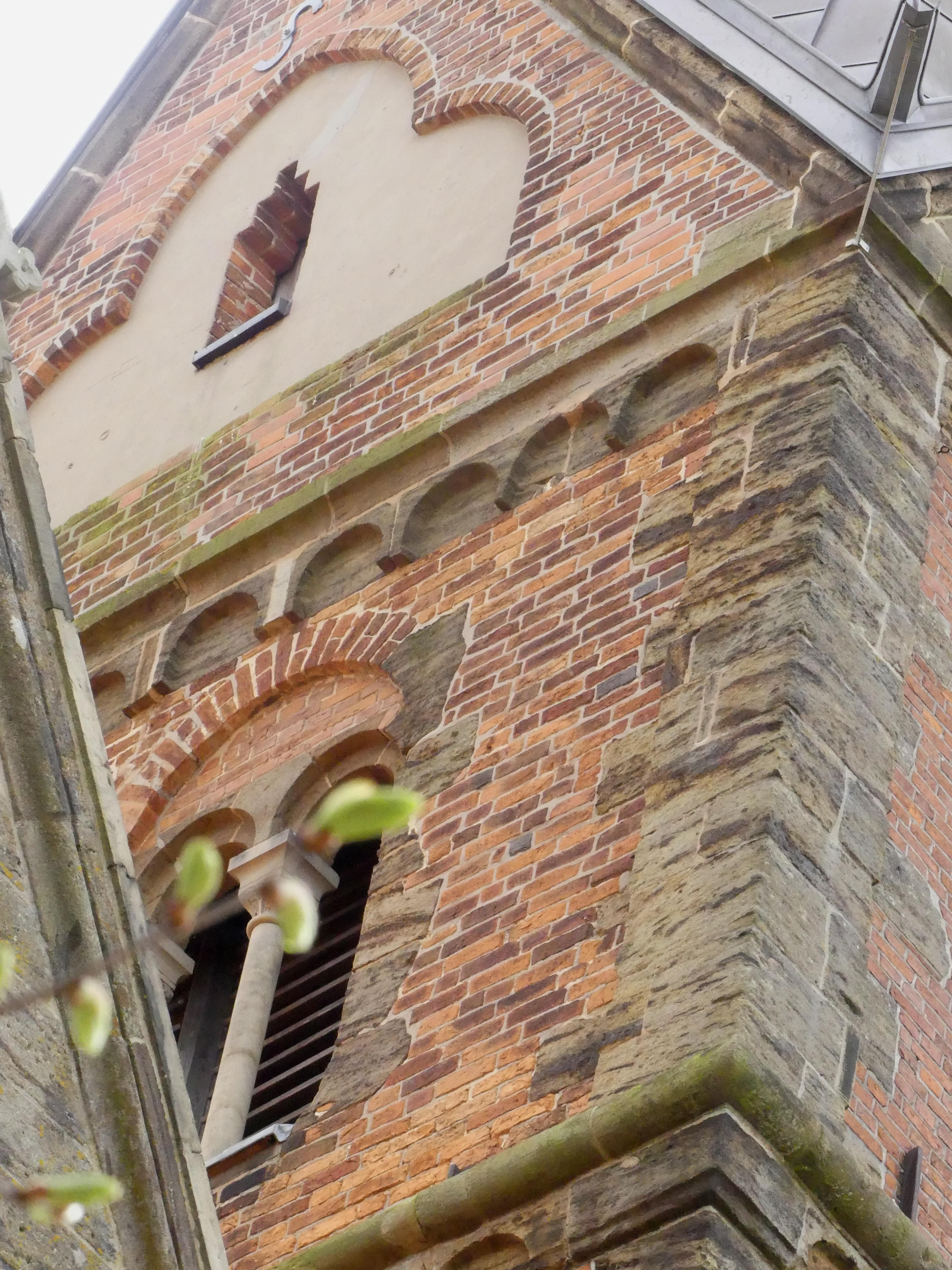
Nordseite des Südturms

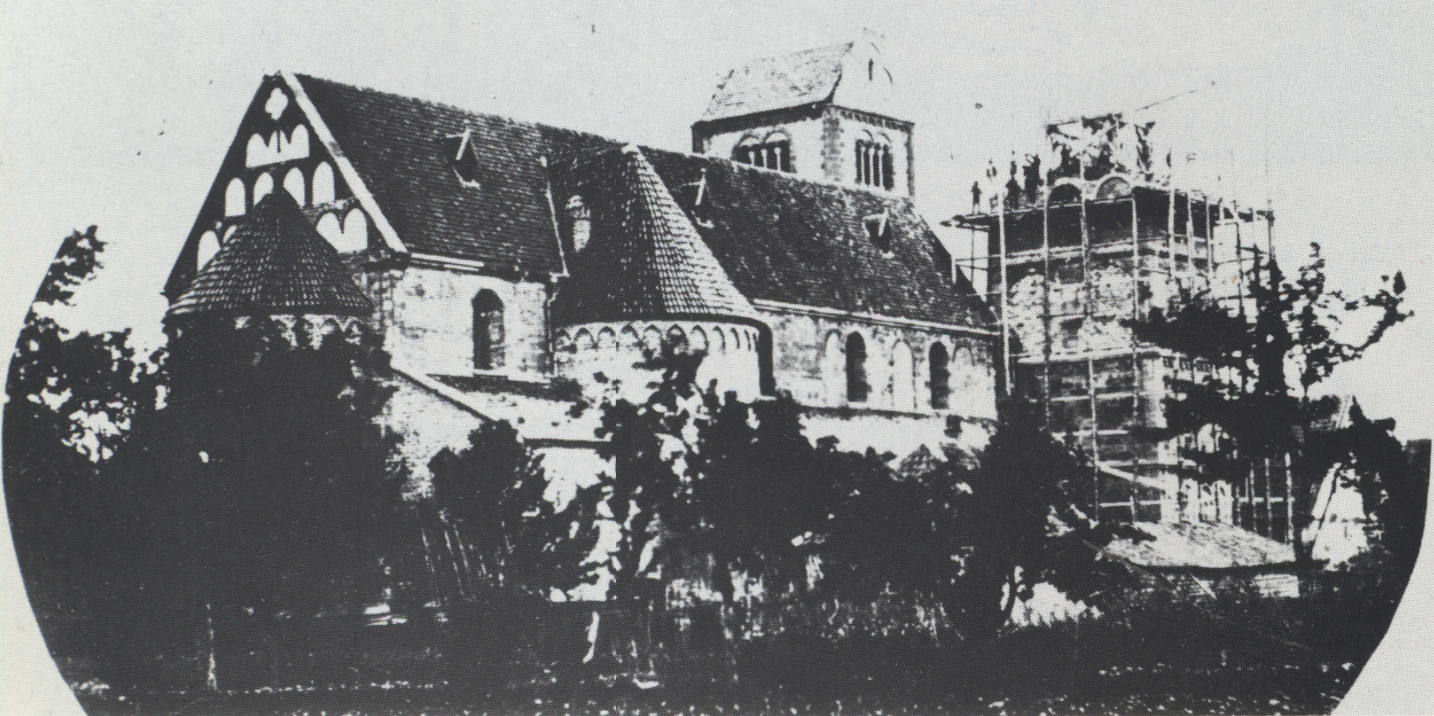
Erneuerung 1863–1868, Satteldach des Südturms wohl Bauprovisorium

Die Doppelturmgruppe im Westen wurde insgesamt in romanischem Stil errichtet, die Westfassade aber in Verbindung mit der Wiederherstellung des Nordturms aber stark restauriert.
Die beiden Untergeschosse beider Türme und der sie verbindende Mittelbau bestehen abgesehen von einem nachträglich angefügten Strebepfeiler ganz aus Portasandstein. Darauf stehen jeweils drei volle Freigeschosse und die Giebeldreiecke der achtseitigen Pyramidenhelme. Die Simse zwischen den Geschossen, die Blendengliederungen und großenteils die Fenster sind aus Werkstein, die Wandflächen aus Backstein. Die Backsteingeschosse des Nordturms wurden nach dem Vorbild des Südturms rekonstruiert, nachdem sie wenige Jahrzehnte vorher abgetragen worden waren (s. o.). Die unteren Freigeschosse sind jeweils an drei Seiten durch zwei große Sandsteinbögen gegliedert und haben nur ein kleines spaltförmiges Fenster. Die mittleren und oberen Freigeschosse sind als Glockengeschosse ausgeführt. Die mittleren Geschosse sind an allen vier Seiten in drei Felder gegliedert und haben im mittleren Feld als Schallöffnung ein Biforium mit Überfangbogen. Die Seiten der oberen Geschosse sind nicht unterteilt und haben jeweils eine Schallarkade mit vier Öffnungen unter zwei Überfangbögen. Die Simse über den mittleren und oberen Geschossen sind mit Bogenfriesen geschmückt, die Schrägen der westlichen und seitlichen Giebeldreiecke mit gestuften Bogenfriesen. In der Westfassade wurde aller Backstein ersetzt und in neuzeitlichem Verband gemauert. Am Südturm wurden im Rahmen der Restaurierung das spitze Pyramidendach und westliches und östliches Giebeldreieck ersetzt, ebenso der Backstein des südlichen Giebeldreiecks, das nördliche ist teilweise original. Die westlichen Schallluken des Südturms mussten rekonstruiert werden. Die südlichen, östlichen und nördlichen Backsteinflächen der Vollgeschosse sind noch weitgehend mittelalterlich.
Am Westportal ist nur der Überfangbogen original oder originalgetreu. Darunter befand sich vor der Erneuerung ein Fenster. Portal und Vorhalle sind Neuschöpfungen.

## Ausstattung
Zur vereinheitlichenden Restaurierung von 1863–1868 gehört der Bild- und Ornamentschmuck des Kirchenmalers Heinrich Ludwig Schröer, dessen Lehrer Michael Welter die Ergänzungen der Farbfenster entworfen hatte. Aus der gleichen Zeit stammt der Estrichfußboden im Chor, ein schönes und seltenes Beispiel dieser wenig beachteten Handwerkstechnik des Historismus.
Noch bedeutender ist die mittelalterliche Ausstattung:

### Triumphkreuzgruppe

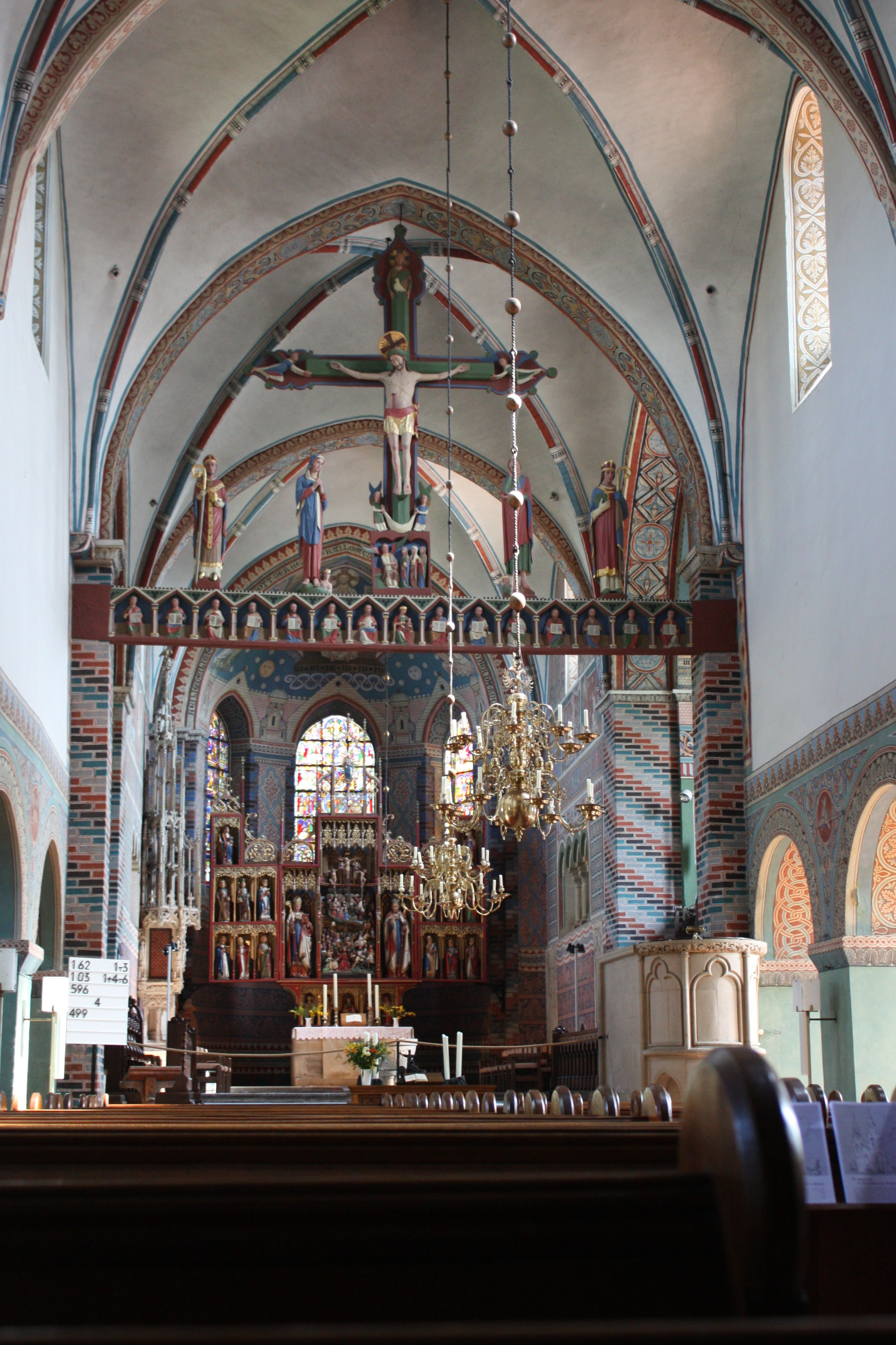
Triumphkreuz und Altar

Vor dem Querhaus, im westlichen Vierungsbogen, überspannt ein Apostelbalken als Träger eines überlebensgroßen Triumphkreuzensembles das Mittelschiff. Obwohl die verwendeten Hölzer dendrochronologisch um einige Jahrzehnte älter bestimmt sind und der Gekreuzigte noch im altertümlicheren Viernageltypus gestaltet ist, wird die Gruppe aus stilgeschichtlichen Gründen meist um 1260/70 datiert. Sie gehört zu den bedeutendsten Holzbildwerken der Zeit in Norddeutschland und kann mit ihren mitteldeutschen Pendants in Halberstadt und Wechselburg verglichen werden. Auf den Kreuzenden sind oben Gottvater und die Taube des Hl. Geistes, seitlich Engel und unten die drei Frauen vor dem Engel am leeren Grab des auferstandenen Christus dargestellt. Maria (1868 erneuert) und Johannes, die üblicherweise das Triumphkreuz begleiten, stehen auf den am Boden liegenden Personifikationen des Juden- und Heidentums, weiter außen die Kirchenpatrone Maternianus (erneuert) und Nikolaus (Kopf erneuert). In den 15 Nischen des Balkens sitzen neben Christus und Maria 13 Apostel.

### Altar
Das geschnitzte Flügelretabel entstand am Ende der Spätgotik um 1515. Entsprechend figurenreich ist der Kalvarienberg des Mittelschreins ausgestaltet. Ihn flankieren die beiden Kirchenpatrone. Auf den Flügeln sind die Apostel angeordnet, in den Aufsätzen darüber die Heiligen Katharina und Magdalena, in der Predella die vier Kirchenväter. 1868 wurde der Altar stark restauriert.

### Glasmalerei
Die drei über vier Meter hohen Farbfensterbahnen der Ostapsis enthalten die qualitativ und ikonographisch bedeutendsten Glasmalereien des 13. Jahrhunderts in Norddeutschland, auch wenn sie 1867 von Michael Welter stark restauriert und zum Teil gänzlich erneuert wurden. Der ikonographische Zusammenhang des Zyklus ist jedenfalls ungestört erhalten, wofür es in Deutschland aus dieser Zeit sonst kaum Beispiele gibt. Das Mittelfenster enthält eine Bildfolge aus dem Leben Jesu, das mit Darstellungen von Stationen der Messliturgie auf den Außenbahnen in Beziehung gesetzt werden kann (die drei unteren und fünf oberen Scheiben erneuert).
Die Mittelbahn des südlichen Fensters ist der Vita des Kirchenpatrons Maternian gewidmet, ihr sind Könige und Propheten des Alten Testamentes an die Seite gestellt (Randstreifen links unten und Mitte rechts erneuert, am besten erhalten das Mittelmedaillon).
Im nördlichen Fenster Darstellungen aus der Legende des Hl. Nikolaus, am Rand begleitet von den klugen und törichten Jungfrauen (erneuert: fünf obere Scheiben und
zwei Randstreifen rechts unten).
Während die Palmettenborten noch romanischen Dekorkonventionen folgen, ist die Körperlichkeit der Figuren bereits ausgesprochen gotisch stilisiert und auch die inhaltliche Programmatik ist ohne Vorbilder aus der französischen Kathedralkunst kaum denkbar. Wo die Fenster allerdings gefertigt wurden (Minden oder Bremen?) muss einstweilen ungeklärt bleiben.

### Weitere Kunstwerke

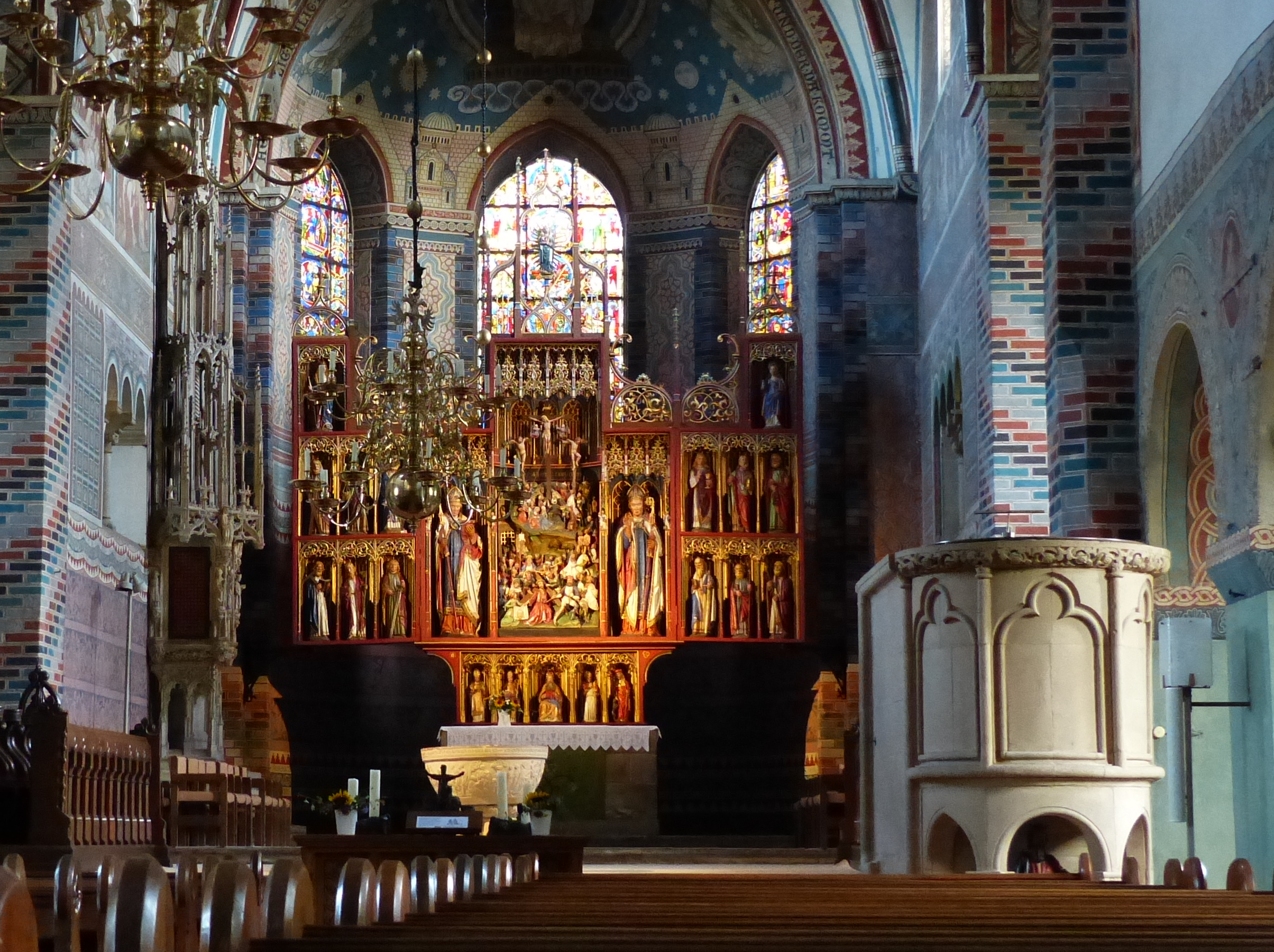
Sakramentshaus, Altar, Kanzel

- Die steinerne Kanzel wird auf die Mitte des 13. Jahrhunderts geschätzt. Runde Kleeblattbögen gibt es aus der Spätromanik wie aus der Frühgotik, die Kleeblattbögen der Kanzel sind schon spitzbogig, die tragenden Bögen unter der Kanzel aber teils spitz, teils rund.
- Das Chorgestühl von nach 1337 ist stark ergänzt, enthält aber auch originale figürliche Teile.
- Das Andachtsbild Christus in der Rast (Christus im Elend) ist eine Holzfigur des 15. Jahrhunderts.
- Links neben dem Altar ragt das filigrane Sakramentshaus aus Kalksandstein vom Ende des 15. Jahrhunderts ins Gewölbe.
- Der schrankförmige Opferstock ist „1675“ datiert.
- Ein barockes Taufbecken hat einen geschnitzten Deckel von 1677 und ein neuromanischer Taufstein stammt aus der Restaurierungszeit 1863–1867.
- Epitaphe für Hinrich Behse († 1561) und Achatz von der Wense († 1605).

### Orgel
Die Hillebrand-Orgel der Kirche von 1976 hat Schleifladen mit mechanischer Spiel- und Registertraktur. Beim Bau wurde Pfeifenmaterial aus mehreren Vorgängerinstrumenten durch Nachbauten im historischen Sinne ergänzt. Fast alle Register im Hauptwerk sind historischen Ursprungs. Das unmittelbare Vorgängerinstrument baute der Hannoversche Hoforgelbauer Meyer unter Verwendung von Pfeifen aus dem 17. Jahrhundert, die Harmen Kröger für das Instrument davor hergestellt hatte. Eventuell lässt sich durch auffallende Herstellungsmerkmale sogar auf einen noch älteren Bestand aus dem 16. Jahrhundert schließen.
| Hauptwerk  |    |
| Principal  | 8′ |
| Gedact     | 8′ |
| Quintadena | 8′ |
| Octav      | 4′ |
| Floit      | 4′ |
| Quint      | 3′ |
| Octav      | 2′ |
| Mixtur IV  |    |
| Trompet    | 8′ |

| Brustwerk   |    |
| Holzgedact  | 8′ |
| Gedact      | 4′ |
| Floit       | 2′ |
| Scharff III |    |
| Regal       | 8′ |

| Pedal        |     |
| Subbass      | 16′ |
| Octav        | 4′  |
| Bauernpfeife | 2′  |
| Posaune      | 16′ |
| Trompet      | 8′  |

- Koppeln: II/I, I/P, II/P
- Blocktremulant für alle Werke

## Geschichte des Stiftes

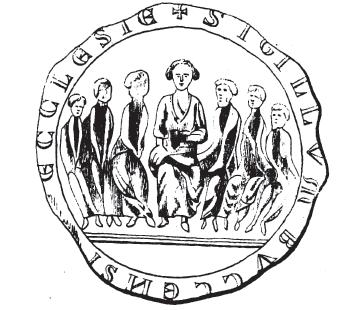
Siegel von 1323: die sieben Stiftsherren

Bereits 860 wurde der heutige Ort Altenbücken erwähnt. Der Name ging nach Gründung des Stifts auf den Ort über, der sich um die Kirche bildete. Der Bremer Erzbischof Rimbert gründete 882 das Kollegiatstift Bücken als Missionszentrum für Sachsen und Skandinavien. Die Stiftskirche wurde dem heiligen Maternian, Erzbischof von Reims (gest. 368) geweiht. Später kam zusätzlich Nikolaus als Namenspatron hinzu. Das Stift wurde von einem Propst, der aus dem Bremer Domkapitel in sein Amt gewählt wurde, geleitet und verwaltet. Gleichzeitig war er Archidiakon des Bannes Bücken. Das Stiftskapitel bestand aus sieben Stiftsherren, die für die Gottesdienste zuständig waren. Jedem Stiftsherrn wurde ein Stiftshof (Siebenmeierhof) als Pfründe zugewiesen. Diese befanden sich in Bücken, Essen, Stendern, Mehringen, Mahlen, Wührden und Magelsen. Anfang des 11. Jahrhunderts war Bücken Zufluchtsort der Bremer Bischöfe, um sich vor Raubwikingern in Sicherheit zu bringen. Mitte des 11. Jahrhunderts begann der Bau der heutigen Kirche. Das Gebiet des heutigen Kirchspiels entstand um 1000. Zum Kirchspiel gehörten die Orte Altenbücken, Bücken, Calle, Dedendorf, Duddenhausen, Helzendorf, Holtrup, Nordholz, Warpe und Windhorst. Bis um 1400 gehörten auch Teile Hoyas dazu. Durch zahlreiche Schenkungen erlebte das Stift eine große Blütezeit und war um 1200 einer der reichsten Steuereinnehmer im norddeutschen Raum. Die Reformation wurde 1532 eingeführt und die Kirchengüter von den Grafen von Hoya eingezogen. 1648 wurde das Stift aufgelöst.

## Gründungslegende
Mönche, die die Kirche bauen und den Standort der Kirche bestimmen sollten, baten Gott um ein Zeichen. Dort, wo der mitgeführte Esel sich „bücken“ würde, um zu fressen, da wollten sie die Kirche bauen. Als das Tier sich aber in der „Wüsteney“ (Helzendorf) niederlassen wollte, zogen sie es weiter bis zu der Stelle, wo sich heute die Stiftskirche „Bücken“ befindet.